# Sana'a
Sana'a (arabo صنعاء, Ṣanʿāʾ), già capitale dello Yemen del Nord, dal 1990 è la capitale dello Yemen riunificato. Situata al centro di un vasto altopiano, è cinta da mura e con tipici palazzi iemeniti a più piani; centro commerciale, culturale ed economico del Paese. È divisa da mura interne in tre quartieri (arabo, turco ed ebraico).

## Storia
Secondo la tradizione la fondazione della città risale a tempi biblici; fu fondata da Sem, figlio maggiore di Noè e capostipite delle popolazioni semite, il quale dopo aver abbandonato il suo paese trovò prima il Rubʿ al-Khālī, il "Quarto Vuoto" - terribile deserto sabbioso - e, successivamente, una terra di alte montagne e valli fertili e decise di fondare una città: Sana'a.

## Cultura
Nel 1970 Pier Paolo Pasolini girò a San'a' alcune scene del film Il Decameron; l'ultimo giorno delle riprese, colpito dalle bellezze della città, iniziò a girare Le mura di Sana, un breve documentario in forma di appello all'UNESCO per far sì che venissero protette e conservate le bellezze dell'antica città quali patrimonio storico-culturale dell'intera umanità.
L'appello di Pasolini fu accolto e nel 1986 la città vecchia di San'a' è stata dichiarata patrimonio dell'umanità. Nel 1974 vi avrebbe girato anche parte del film Il fiore delle Mille e una notte.

## Monumenti e luoghi d'interesse
Il Sūq al-milḥ, che in realtà è un insieme di una quarantina di sūq, ognuno specializzato su un tipo di prodotto.
A 15 km circa a nord-ovest di San'a', in una spaccatura della montagna giace una verde vallata fertile tutto l'anno, in cui crescono qat ed una gran varietà di frutta mediterranea. Questa è la valle chiamata Wadi Dhahr percorsa da un torrente secco (il termine Wadi significa torrente) che durante la stagione dei monsoni raccoglie le abbondanti piogge. Nella valle sorge il Palazzo della Roccia (Dar al-Hajar), uno dei siti più fotografati dello Yemen, che è diventato una specie di simbolo dell'intero paese per la sua ardita posizione. Il palazzo rappresenta l'eccellenza architettonica e mostra come la gente faccia fronte alla natura e trasformi le sue complicazioni in monumenti. Tutto questo appare chiaro a chiunque visiti la Wadi Dhahr; affacciandosi da una montagna si può vedere un enorme palazzo costruito sulla sommità di una montagna, nel cuore della valle che è circondata da alberi da frutta.
La fama di questa valle risale a tempi passati, come indicato dai disegni ritrovati nelle rocce della valle, che hanno portato gli archeologi a concludere che la valle fosse abitata già nella preistoria. La prima menzione alla Wadi Dhahr risale al VII secolo a.C., alla famosa Immagine di Al-Nasr, che rappresenta un importante periodo della storia dello Yemen e guadagna il suo significato da colui che lo dipinse, Karb Al-Watribin Dhamar Ali Makrab Saba. Il disegno ci porta alla conclusione che la valle sia apparsa durante il prosperoso periodo del Sabei all'interno del territorio della tribù di Dhee Ma'dhan.
Il nome “Dar al-Hajar” si riferisce alla roccia su cui il palazzo è stato costruito. Le narrazioni differiscono riguardo all'età di questo alto palazzo (alcune asseriscono che risalga all'epoca pre-islamica), ma sono tutte concordi riguardo al fatto che il palazzo, conosciuto dagli yemeniti come “al-Dar”, sia andato incontro a periodi di distruzione e ricostruzione. Il palazzo fu completamente distrutto durante il dominio ottomano in Yemen, a causa di violente piogge. Quindi fu ricostruito dall'Imam Al-Mansur, che ne fece la sua casa. Questa fu un'usanza comune a molti sovrani yemeniti nei tardi periodi, ma ne fecero un palazzo, un luogo per le vacanze, non una residenza permanente in cui vivere. Più tardi, l'Imam Yahya ristrutturò il palazzo e aggiunse alcuni servizi, come un mafraj, che è una stanza all'ultimo piano della casa e dalle cui finestre si può vedere la valle da ogni angolo. Si dice anche che il palazzo sia stato costruito nel tardo XVIII secolo sulle rovine di un antico palazzo sabeo, conosciuto come Dhoo Seedan.
La Dar al-Hajar era famosa per la sua fertile valle circostante e le varietà rare di frutti.
Il famoso storico Al-Hamdani nel suo libro Descrizione della Penisola Arabica (III secolo a.C.) descrive il palazzo, il giardino circostante e i frutti qui piantati. Nel suo libro dice: “Tra i luoghi storici dello Yemen è Dhahr, in cui si trovano una valle ed un castello -riferendosi a “Dhahr bin Sa'id”, un luogo a due ore di distanza da San'a'. In questa valle c'è un grande fiume che irriga due giardini in cui si trova una grande varietà di viti, come la Bayadh, Al-Sooda, Al-Atraf, Al-Nawasi, Al-Ziyadi, Al-Farsi, Al-Jerashi, Al-Oyoon, Al-Dhorooa, Al-Qhawareer, Al-Seysaban, Al-Romi, Al-Noshaey, Al-Dawali, Al-Ama'r, Al-Darbaj, Al-Razeqhy, ecc. Tra i vari tipi di pesche ci sono: Al-Himyari, Al-Farsi, Al-Kholasi. Non si trovano solo questi frutti ma anche fichi e pere, che non si trovano da nessun'altra parte, come dicono i forestieri che giungono a San'a', e anche mele dolci da sidro, mandorle, noci, mele cotogne, melograni, così come vari tipi di rose". 
Al-Hamdani ritrae anche il modo in cui veniva irrigata la valle. L'irrigazione andava dal basso verso l'alto della montagna. I giardini erano annaffiati tutti allo stesso modo, anche se i loro proprietari erano immigrati o la terra non era stata seminata. Il responsabile dell'innaffiamento era chiamato daeel. Al-Hamdani parla di un fiume chiamato “il fiume della valle”, che non era pieno durante il periodo della jahiliyya, ma quando si verificavano dei temporali il livello dell'acqua si alzava un po'. Costui afferma che la sorgente di questo fiume si trova sul monte Hadhoor e scorre dal fondo di Raia'an e dalla vetta della Dhahr.
La Dar al-Hajar è un palazzo a sette piani e può essere raggiunta da un cortile lastricato di pietre. Alla destra della porta del recinto vi è un albero gigante chiamato in arabo al-talooq, risalente a più di sette secoli fa, la cui circonferenza supera i tre metri. Il palazzo ha 35 stanze, una grande camera per gli ospiti e numerose sale. Le scale sono state concepite in modo molto innovativo e artistico, unite insieme dalla sommità della roccia al suo fondo. Sul lato sud del palazzo c'è un balcone nascosto con piccole piscine in cui i servi erano soliti fare il bucato. Ci sono anche negozi sotterranei, con porte che conducono ai giardini vicini e loggiati con belle colonne ed archi.
Sulle montagne circostanti ci sono molte torri di guardia.
Nel cortile del palazzo vi è una suite privata separata, chiamata Al-Shadrawan, con alti alloggi estivi circondati da finestre in legno, un ampio cortile e tre fontane d'acqua. Il cortile comprende anche molti servizi di lusso, come cucine e bagni turchi. L'edificio principale al primo piano ha un ingresso e molte piccole stanze. Attraverso le scale, che sembrano scavate nella roccia, si accede al secondo piano, dove si trovano molte grotte, che si dice fossero utilizzate per conservare i cadaveri ai tempi del palazzo sabeo, su cui poi è sorta la Dar al-Hajar.
La cosa positiva è che la roccia ha un pozzo profondo 180 metri che forniva acqua ai residenti del palazzo (e questo elemento, a opinione di tutti coloro che hanno visitato la Dar, contribuisce ad accrescere l'aura di mistero che circonda questo edificio). Oltre a questo vi è un altro canale, utilizzato per la ventilazione. Il terzo e quarto piano costituivano la casa dell'Imam, delle sue guardie del corpo e delle donne. Le camere degli uomini erano separate da quelle delle donne e per questo motivo furono costruite due serie di scale, ciascuna conducente ad un locale separato. Il quinto piano ha la stessa struttura, ma include anche un magazzino per conservare i cereali. Il sesto piano ha un balcone per i piccioni, usati per la corrispondenza col re. Era riservato al re ed era il luogo dove costui incontrava i suoi ospiti o stava solo, specialmente in estate. Il settimo piano invece era per l'inverno. I diversi piani indicano che nella progettazione degli edifici, le stagioni e i cambiamenti climatici furono prese in considerazione utilizzando calcoli astrologici e di ingegneria molto precisi, in cui gli architetti yemeniti eccelsero fin dai tempi antichi.
La Dar al-Hajar è stata ricostruita attorno agli anni trenta per volere dell'Imam Yahya, come sua residenza estiva.
Oggi il palazzo è di proprietà del governo, è stato confiscato dopo la rivoluzione del 1962 ed è rimasto vuoto fino al 1990. Nel 1990 un'associazione tedesca ha finanziato la ristrutturazione del palazzo che è stato trasformato in un museo, di cui la casa è il principale reperto e dove periodicamente vengono ospitate mostre fotografiche.

## Infrastrutture e trasporti
Nei pressi della città è presente l'Aeroporto Internazionale di Sana'a.

## Galleria d'immagini

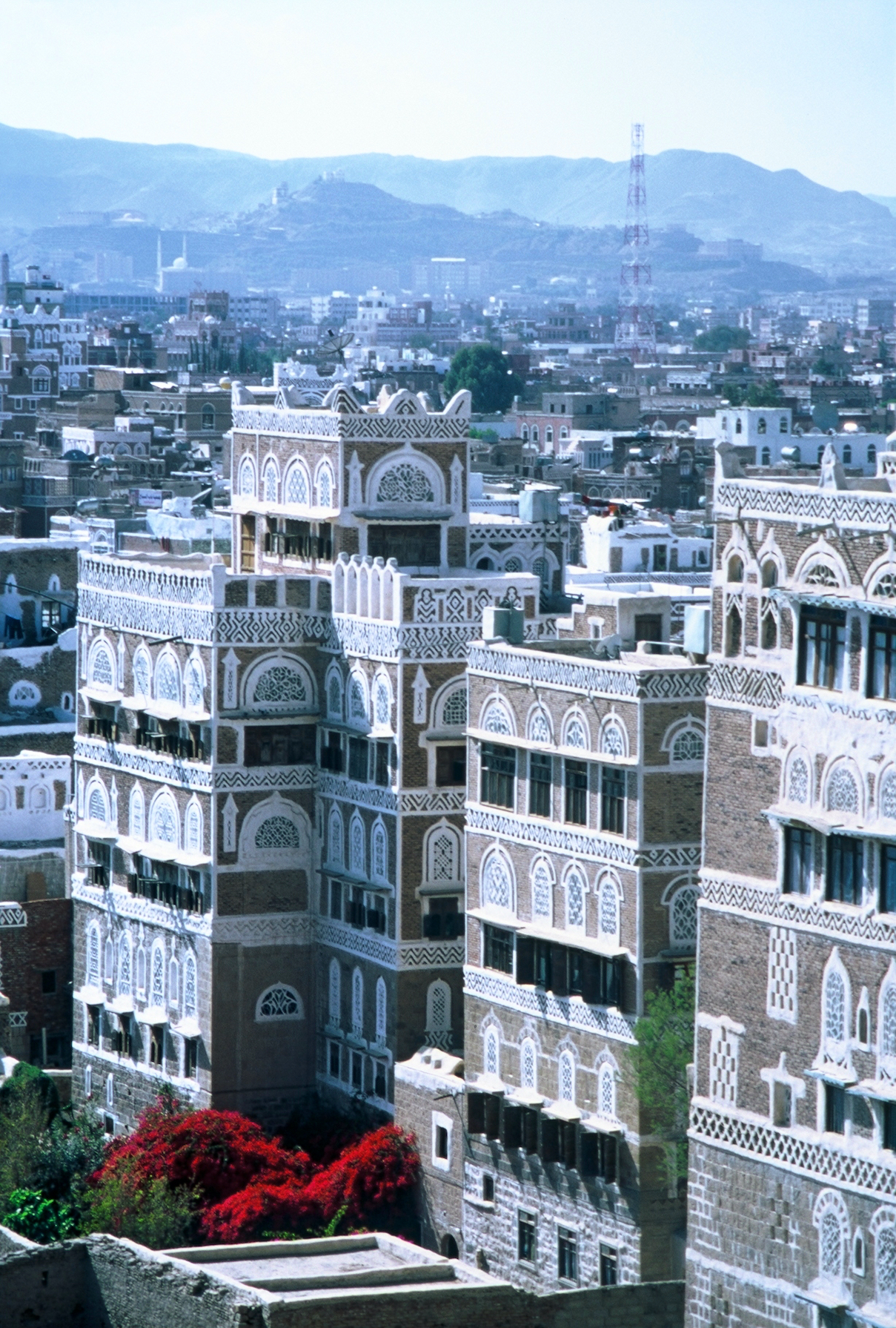
Edifici della città vecchia
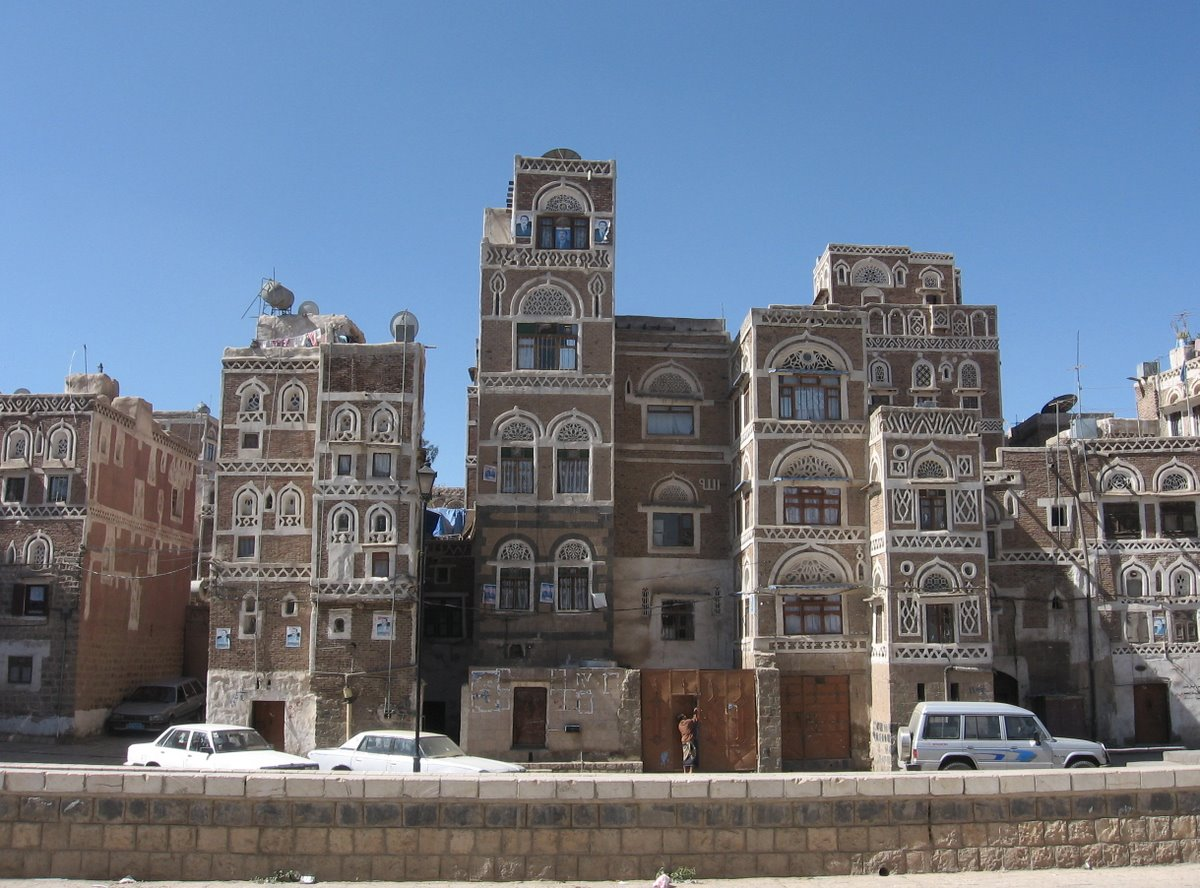
Tipici edifici yemeniti a più piani
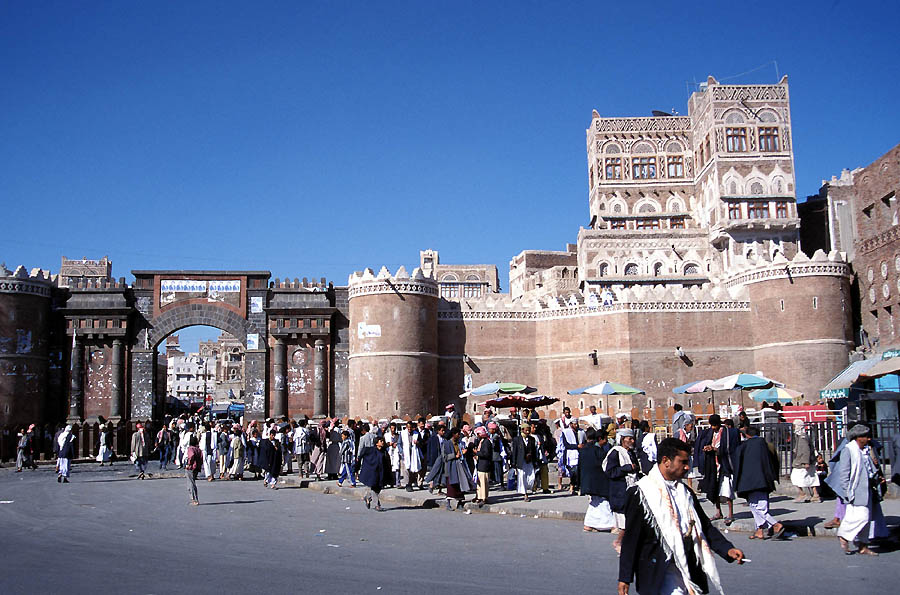
Bab al-Yemen
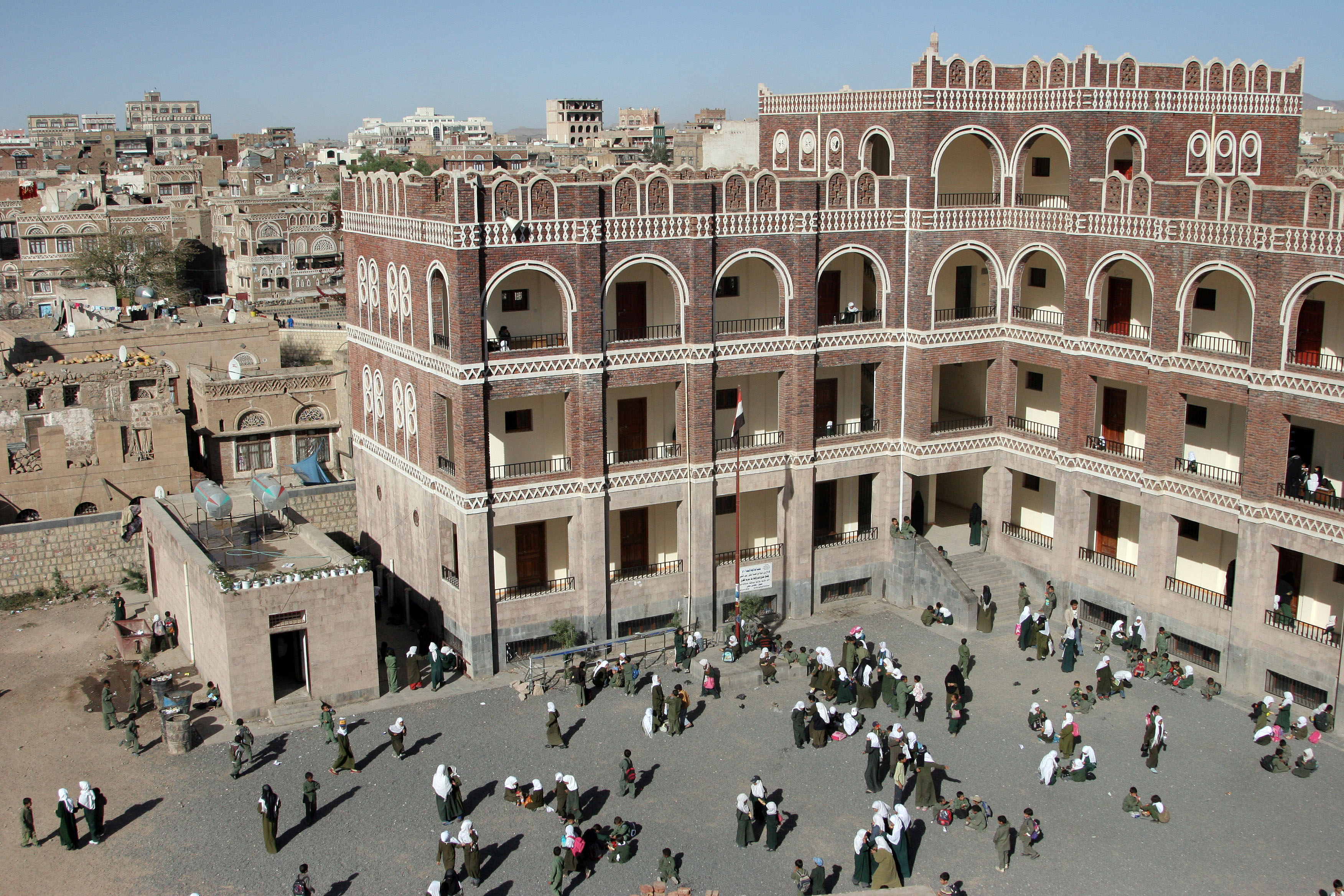
Scuola elementare Attabari, al centro della Città Vecchia